# Ambrosina
Ambrosina és un gènere monotípic de fanerògames de la família de les Aràcies. Consta d'una única espècie, Ambrosina bassii, l'aràcia més petita de la Conca del Mediterrani. Generalment se la pot trobar als vessants nord dels boscos i sobre substrat d'humus que cobreix la pedra calcària. Es troba àmpliament distribuïda a Sardenya, Itàlia meridional i Algèria.

## Descripció
Aquesta planta arriba només als 8 cm d'alçada, i les seves fulles són ovalades de 3,5 a 6 cm de longitud i semblants a les fulles de moltes plantes de la família de les aràcies. La inflorescència mesura 2,5 cm de longitud i es troba inclinada, tenint una espata inusual. Aquesta espata té la forma d'un ou i és de color marró verdós amb punts. L'interior de l'espata amb forma d'ou es divideix en cambres, on en una es troba la flor femenina única i a les altres de 8 a 10 flors masculines. Les llavors són dispersades per les formigues que es mengen els eleosomes adjunts a les llavors.
Aquesta espècie no està emparentada amb cap altra planta, raó per la qual és bastant singular. És també l'única de la tribu Ambrosineae.

## Taxonomia
Ambrosina basii va ser descrita per Linné i publicada a Genera Filicum 6: 517. 1764.

### Sinonímia
- Ambrosina bassii var. angustifolia Guss.
- Ambrosina bassii var. maculata Parl.
- Ambrosina bassii var. reticulata (Tineo) Parl.
- Ambrosina maculata Ucria
- Ambrosina nervosa Lam.
- Ambrosina proboscidea T.Durand & Schinz
- Ambrosina reticulata Tineo
- Ambrosina velutina Blume ex Heynh.[2]